# Donald Beer
Donald Anton Eilers "Don" Beer (født 31. maj 1935 i New York City, død 25. januar 1997 i Princeton, New Jersey) var en amerikansk roer og olympisk guldvinder.

## Rokarriere
Beer studerede ingeniørvidenskab på Yale University og var her en del af otteren, der repræsenterede USA ved OL 1956 i Melbourne, hvor amerikanerne var favoritter, da amerikanske ottere havde vundet guld ved alle de olympiske lege, de havde stillet op i. I indledende runde blev de dog kun nummer tre og måtte i opsamlingsheat, som de så vandt sikkert, og i semifinalen vandt de også, inden de i finalen først gik i spidsen lidt efter midtvejspunktet i løbet. Ulig finalerne i tidligere lege lykkedes det ikke amerikanerne at trække afgørende fra mod slutningen, og selv om  de vandt, var canadierne blot et par sekunder efter på andenpladsen, mens australierne fik bronze, yderligere et par sekunder bagud. Besætningen i den amerikanske båd bestod ud over Beer af David Wight, John Cooke, Tom Charlton, Charles Grimes, Rusty Wailes, Bob Morey, Caldwell Esselstyn og styrmand William Becklean. Der deltog i alt 10 både i konkurrencen. Beer blev senere kaptajn for otteren, der vandt Easterne Sprint to år i træk (1957 og 1958).

## OL-medaljer
- 1956:  Guld i otter